# Ray-Ban
Ray-Ban je značka slunečních a dioptrických brýlí. Původně byly vyvinuty pro americké letce. Značka vznikla roku 1937 v USA. Zakladatelem byla firma Bausch&Lomb.
Popularita brýlí s touto značkou se rychle rozšířila díky filmům Jamese Deana a nejvíce díky filmu Top Gun. Největší popularitě se brýle těšily v 80. letech, ale následně se začala popularita rychle a nápadně snižovat. Úpadek zachránil až film Matrix. I tak se firma Bausch&Lomb rozhodla Ray-Ban prodat. Od roku 1999 vlastní značku Ray-Ban italská firma Luxottica.